# Aegoidus peruvianus
Aegoidus peruvianus är en skalbaggsart som beskrevs av Jean Baptiste Lucien Buquet 1838. Aegoidus peruvianus ingår i släktet Aegoidus och familjen långhorningar. Inga underarter finns listade i Catalogue of Life.